# Ручейки (Красноярский край)
Ручейки́ — деревня в Манском районе Красноярского края, входит в состав Первоманского сельсовета.

## История
В 1976 году указом Президиума Верховного Совета РСФСР посёлок первой фермы Первомайского свиносовхоза переименован в Ручейки.

## Население
| 2009 | 2010 |
| ---- | ---- |
| 135  | ↘109 |

## Улицы
- ул. Кооперативная,
- ул. Лесная,
- ул. Набережная.